# آنا لارينا
آنا لارينا (بالروسية: Анна Михайловна Ларина)‏ (1914 - 1996)، هي كاتبة روسية، وتعد آنا لرينا من أبرز كاتبات روسيا المعاصرات، وقد تميزت بشجاعة ناذرة، دفعتها إلى تحدي الحكم الشيوعي وانتقاد سياسته في كبت الحريات، ودفعت لمعارضتها هذه ثمناً غالياً، إذ قضت قرابة 20 عاما في السجن ومعسكرات العمل، والمنفى. وقد نشرت مذكرتها بما حوت من أحداث جسام عام 1988م في روسيا وإنجلترا والولايات المتحدة الأمريكية.
هي كانت الزوجة الثانية لزعيم البلشفية نيكولاي بوخارين.